# Nikola Špear
Nikola Špear (Subotica, 22. veljače 1944. – Subotica, 2. prosinca 2017.), bivši profesionalni tenisač iz Srbije.
Kao junior je skrenuo pozornost na sebe kad je postao europski juniorski prvak u kategoriji do 15 godina. (1959. godine)
1961. je godine bio prvi dobitnik nagrade za subotičkog športaša godine u kategoriji seniora.
1966. i 1967. došao je do osmine završnice Roland Garrosa.
Bio je seniorski teniski prvak Jugoslavije 1968., 1972., 1973. i 1975. i državni reprezentativac u Davisovu kupu.
1968. je u 1. kolu Roland Garrosa porazio postavio rekord, porazivši Francuza Daniela Conteta s 6:0. 6:0, 6:0, što je bilo prvi put u povijesti Grand Slam turnira da jedan igrač nije osvojio niti jedan gem. Ovo se u povijesti dogodilo još samo četiri puta, triput 1987. te jednom 1993. godine. 
1969. je godine postigao povijesni naslov igrajući u paru s hrvatskim tenisačem Željkom Franulovićem (Kings Cup).
1977. je igrao finale turnira parova u Münchenu s Johnom Whitlingerom, a izgubili su od Čeha Frantiseka Pále i Mađara Balázsa Taróczyja.
Nakon što je prestao aktivno igrati tenis, posvetio se trenerskom poslu. Trenirao je zapadnonjemačkog tenisača Damira Keretića.
Jedno je vrijeme bio izbornik srpsko-crnogorske, zatim danske i austrijske reprezentacije.
Poslije je bio dužnosnik u Teniskom savezu SiCG za razvitak teniskog športa, u Teniskom savezu Vojvodine obnašao dužnost predsjednika stručne komisije saveza te je bio uključen u sudačku organizaciju teniskog športa u SiCG.
2006. je dobio Spartakovu nagradu, najviše vojvođansko priznanje u športu.